# Nele Van Doninck
Nele Van Doninck (8 juli 1982) is een Belgische voormalige atlete, die gespecialiseerd was in het hordelopen. Zij werd eenmaal Belgisch kampioene.

## Loopbaan
Van Doninck nam in 2001 op de 400 m horden deel aan de Europese kampioenschappen voor junioren. Ze werd achtste in de finale. In 2003 werd ze op deze afstand Belgisch kampioene en nam ze deel aan de Europese kampioenschappen U23. Ze raakte niet voorbij de halve finales.
Van Doninck was aangesloten bij AV Toekomst.

## Belgische kampioenschappen
| Onderdeel    | Jaar |
| ------------ | ---- |
| 400 m horden | 2003 |

## Persoonlijk record
| Onderdeel    | Prestatie | Datum            | Plaats |
| ------------ | --------- | ---------------- | ------ |
| 400 m horden | 59,07 s   | 10 augustus 2003 | Jambes |

## Palmares
400 m horden
- 2000:  BK AC - 60,73 s
- 2001:  BK AC - 59,91 s
- 2001: 8e EK junioren U20 te Grosseto - 62,33 s
- 2003:  BK AC - 59,07 s
- 2003: 5e ½ fin. EK U23 te Bydgoszcz - 59,81 s